# The Half-Breed's Daughter
The Half-Breed's Daughter è un cortometraggio muto del 1911 diretto da Rollin S. Sturgeon.

## Produzione
Il film fu prodotto dalla Vitagraph Company of America.

## Distribuzione
Distribuito dalla General Film Company, il film - un cortometraggio in una bobina - uscì nelle sale cinematografiche USA il 22 novembre 1911.